# 倒吊兰
，为兰科倒吊兰属下的一个种。

## 扩展阅读
- 維基物種上的相關：倒吊兰